# Діно Ґранді
Діно Ґранді (італ. Dino Grandi; 4 червня 1895, Мордано, провінція Болонья — 21 травня 1988, Болонья) — італійський політик, фашист, організатор повалення Муссоліні.

## Біографія
Вивчав економіку і право в Болонському університеті, закінчив його в 1919 році (з перервою на військову службу під час 1-ї світової війни). Після цього став адвокатом в місті Імола. Познайомився з Муссоліні ще в 1914 році. Увійшов в рух чорнорубашників, був одним з перших 38 фашистських депутатів в Італії. Входив до числа «квадрумвірів», що вели марш на Рим в 1922 році.
Після приходу до влади фашистів займав посади секретаря міністерства внутрішніх справ, потім (1929—1932) — міністра закордонних справ, в 1932—1939 роках — посол у Великій Британії, з 1939 року — міністр юстиції. За заслуги король присвоїв йому титул графа Мордано. Був Президентом Палати фасцій і корпорацій з 26 червня 1939 по 2 серпня 1943 року.
У 1943 році, перед обличчям неминучої поразки Італії у 2-й світовій війні, Ґранді організував засідання Великої фашистської ради, який усунув Муссоліні від влади (19 голосів за відсторонення проти 7). Відразу ж після цього була розпущена фашистська партія, і Гранді, втративши партійни посади і посади в уряді, повністю втратив вплив в країні. Заочно засуджений до страти судом Італійської соціальної республіки, створеної за підтримки гітлерівців. У серпні 1943 року втік до Іспанії, потім жив в Португалії (1943—1948), а до кінця 1960-х — в Бразилії. В кінці життя повернувся в Італію.